# Districte de Rulindo
El districte de Rulindo és un akarere (districte) de la província del Nord, a Ruanda. La seva capital és Tare (també coneguda com a Bushiko).

## Geografia i turisme
El districte es troba aproximadament a mig camí entre Kigali i Ruhengeri, i és molt muntanyenc, conté Mont Kabuye. La seva ciutat principal, Tare (més comunament coneguda com a Nyirangarama), serveix com a parada de descans i refresc per a la majoria dels serveis de transport de llarg recorregut entre Kigali i Gisenyi i Goma.
A Rulindo es troba Agashya, el principal fabricant de carbassa de fruita de la passió de Ruanda. El sector Kinihira acull la fàbrica de te de Sorwathe.

## Sectors
El districte de Rulindo està dividit en 17 sectors (imirenge): Base, Burega, Bushoki, Buyoga, Cyinzuzi, Cyungo, Kinihira, Kisaro, Masoro, Mbogo, Murambi, Ngoma, Ntarabana, Rukozo, Rusiga, Shyorongi i Tumba.